# Acrisis apterus
Acrisis apterus är en stekelart som beskrevs av Hellen 1957. Acrisis apterus ingår i släktet Acrisis och familjen bracksteklar. Inga underarter finns listade i Catalogue of Life.